# 多梅利耶
多梅利耶（法語：Doméliers，法語發音：[dɔmelje]）是法国瓦兹省的一个市镇，属于博韦区。

## 地理
多梅利耶（49°38'0"N, 2°9'49"E）面积6.13 平方千米，位于法国上法蘭西大區瓦兹省，该省份为法国北部内陆省份，北起索姆省，西接厄尔省和滨海塞纳省，南至塞纳-马恩省和瓦兹河谷省，东临埃纳省。
与多梅利耶接壤的市镇（或旧市镇、城区）包括：科尔梅耶、勒克罗、方丹-博讷洛、弗朗卡斯泰勒、乌尔塞勒迈松、勒索尔舒瓦。

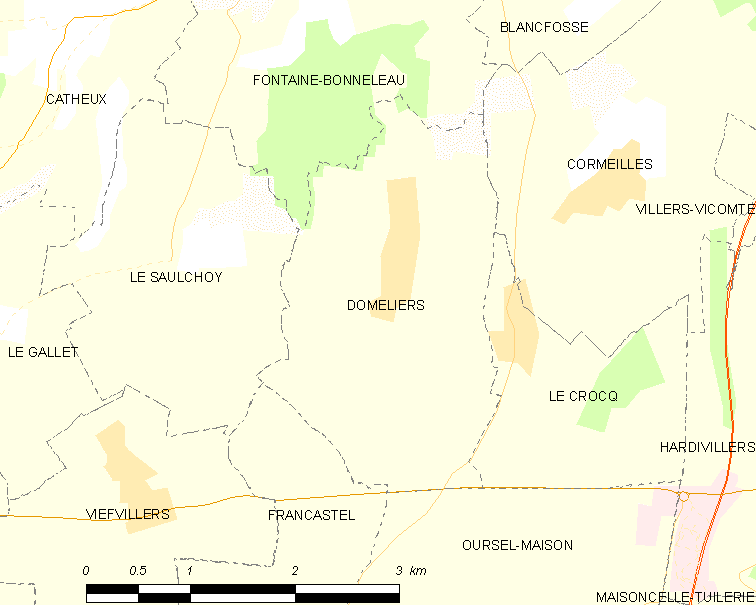
多梅利耶的OSM定位图

多梅利耶的时区为UTC+01:00、UTC+02:00（夏令时）。

## 行政
多梅利耶的邮政编码为60360，INSEE市镇编码为60199。

## 政治
多梅利耶所属的省级选区为圣瑞斯特昂绍塞县。

## 人口

1962-2008年间多梅利耶人口变化图示

多梅利耶于2022年1月1日时的人口数量为254人。